# Крижана людина (фільм)
«Крижана людина» (англ. Iceman) — американський науково-фантастичний драматичний фільм 1984 року студії Universal Pictures, знятий режисером Фредом Шепізі. У фільмі розповідається про знайденого вмерзлого в лід печерного неандертальця, якого вченим вдається повернути до життя.

## Акторський склад
| Актор           | Роль                     |
| --------------- | ------------------------ |
| Тімоті Гаттон   | антрополог Стенлі Шепард |
| Ліндсей Круз    | доктор Даян Брейді       |
| Джон Лоун       | «Чарлі» неандерталець    |
| Йозеф Зоммер    | Вітман                   |
| Філіп Акін      | доктор Вермейл           |
| Девід Стретейрн | доктор Сінґ              |
| Джеймс Толкан   | технік Мейнард           |
| Денні Ґловер    | Луміс                    |

## Сюжет
Антрополога Стенлі Шепарда привозять на арктичну базу, де дослідники знайшли тіло доісторичної печерної людини-неандертальця, яке пролежало в замороженому стані 40 000 років. Розморозивши тіло для проведення розтину, вчені намагаються — і їм це вдається — реанімувати «крижану людину».
Прийшовши до тями, приголомшений неандерталець лякається фігур у хірургічних масках; лише Шепард здогадується зняти маску й показати своє бородате обличчя, дещо заспокоюючи «крижану людину» і занурюючи її в мирний сон.
Вчені поміщають неандертальця в штучно змодельоване середовище для подальшого вивчення. Шепард вважає, що культура печерної людини може дати ключі до вивчення адаптивності людського тіла, посилаючись на такі церемонії, як ходіння по вогню. Інші вчені вбачають потенціал у вивченні ДНК печерної людини та більш детальному дослідженню «заморожування» людей на довгий термін.
Шепард відстоює право печерної людини на те, щоб її вважали людиною, а не науковим зразком. Незважаючи на спротив інших, Шепард іде на контакт з печерною людиною. Він називає його «Чарлі» після того, як неандерталець представляється як «Чар-у». Шепард і Чарлі зближуються, але антропологу стає очевидно, що Чарлі сумує за своїм світом.
На арктичну базу привозять лінгвіста, і вчені досягають прогресу в спілкуванні з Чарлі. Шепард знайомить Чарлі з колегою, доктором Даян Брейді. Припускаючи, що жінка — подруга Шепарда, Чарлі малює лінії на піску, які вказують на те, що він, ймовірно, мав «дружину» з дітьми до того, як був заморожений.
Шепард намагається зрозуміти, про що думає Чарлі і як він вижив. У якийсь момент Шепард починає співати «Heart of Gold», надихаючи Чарлі заспівати одну з його власних пісень. Наземні малюнки Чарлі нагадують птаха, і схожі на позначки на його грудях. Коли вертоліт бази пролітає над дахом їхньої ділянки, Чарлі з одержимим завзяттям підіймається на дах. Вигукуючи слово «Beedha», він піднімає руки в бік вертольота на знак поклоніння. І хоча вертоліт віддаляється від купола, Шепард розуміє, що тепер Чарлі не зможе думати ні про що інше.
Шепард консультується з місцевими інуїтами, які впізнають ім'я, яке виспівував Чарлі, і пояснюють, що це міфічний птах, посланець богів. Шепард розуміє, що Чарлі має духовну сторону. За думкою Шепарда плем'я Чарлі почало гинути під час льодовикового періоду, і він намагався або принести себе в жертву богам або звернутися до них із проханням врятувати його народ.
Через деякий час Чарлі втікає, прослідкувавши перед цим за тим, як Шепард покидає штучно створену біосферу. У паніці, побачивши незнайомі сучасні пристрої та вирішивши, що перед ним вороги, він пронизує списом Мейнарда, одного з техніків бази, після чого його знешкоджують, і експеримент Шепарда припиняється. Однак Шепард допомагає Чарлі втекти в дику природу. Чарлі біжить попереду Шепарда, коли вони проходять повз льодовики та крижані шельфи, і перед Шепардом відкривається тріщина, що відрізає його від Чарлі.
Коли гелікоптер з'являється над крижаним шельфом, Шепард безпорадно спостерігає, як Чарлі хапається за одну з його шасі. Чарлі залишається бовтатися під повітряним судном, яке й далі піднімається високо в небо. Чарлі в екстазі, вірячи, що «посланець» везе його до свого бога. Він відпускає хватку і, здавалося б, пливе в небі, падаючи на смерть.
Жах Шепарда змінюється радістю, коли він усвідомлює, що Чарлі досяг своєї мети, яку він розпочав 40 000 років тому, навіть якщо це означає його смерть.

## Виробництво
«Крижана людина» був проєктом, пов'язаним із режисером Норманом Джуісоном, який працював над ним протягом кількох років у 1970-х роках. Джуісон залишився продюсером фільму, який зрештою був знятий під керівництвом австралійського режисера Фреда Шепісі.
Екстер'єри знімали в Британській Колумбії та Манітобі. Над операторською роботою працював Ян Бейкер, а музику до фільму написав Брюс Смітон.

## Випуск
Фільм вийшов на екрани 13 квітня 1984 року, зібравши у прокаті 7 343 032 долари США.
Фільм був випущений у форматі 4:3 на DVD компанією Universal 28 грудня 2004 року. Kino Lorber випустила фільм на Blu-ray 10 грудня 2019 року, зберігши оригінальне співвідношення сторін 2,35:1.